# Parakolpium
Das Parakolpium (von altgriech. κόλπος kólpos ‚Scheide‘) bezeichnet das Bindegewebe, in das die Vagina in der Beckenhöhle eingebettet ist. Es handelt sich um eine Verdichtung der inneren Beckenfaszie, welche die Scheide zwischen Harnblase und Mastdarm aufspannt. Bei einer Schwäche des Parakolpiums kann ein Scheidenvorfall auftreten. In der Veterinäranatomie ist der Begriff nicht etabliert.

## Belege
1. ↑  Jean Noel Buy, Michel A. Ghossain: Gynecological Imaging: A Reference Guide to Diagnosis. Springer Science & Business, 2013, ISBN 9783642310126, S. 819.
2. ↑  Nomina Aanatomica Veterinaria, 6. Auflage 2017.